# Улица Кульнева
У́лица Ку́льнева — улица, расположенная в Западном административном округе города Москвы на территории района Дорогомилово.

## История
Улица получила своё название 23 декабря 1971 года в память о военачальнике, участнике походов А. В. Суворова и Отечественной войны 1812 года Я. П. Кульневе (1763—1812).

## Расположение
Улица Кульнева проходит на север от Кутузовского проспекта (на противоположной стороне Кутузовского проспекта в этом же месте от него отходит Поклонная улица) параллельно путям Малого кольца Московской железной дороги, не доходя до берега Москвы-реки, поворачивает на северо-запад, затем на юго-запад и проходит до улицы 1812 года. Нумерация домов начинается от Кутузовского проспекта.

## Примечательные здания и сооружения
По нечётной стороне:
По чётной стороне:

## Транспорт

### Наземный транспорт
По улице Кульнева не проходят маршруты наземного общественного транспорта. У юго-восточного конца улицы, на Кутузовском проспекте, расположена остановка «Поклонная улица» автобусов м2, м27, н2, т7, т7к, т39, 91, 116, 157, 205, 324, 454, 474, 477, 523, 840, 1265.

### Метро
- Станция метро «Кутузовская» Филёвской линии — у юго-восточного конца улицы, на пересечении Кутузовского проспекта и Третьего транспортного кольца
- Станция метро «Парк Победы» Арбатско-Покровской линии — юго-западнее улицы, на площади Победы
- Станция метро «Фили» Филёвской линии — северо-западнее улицы, на улице 1812 года

### Железнодорожный транспорт
- Станция Фили Смоленского направления Московской железной дороги —  северо-западнее улицы, на улице 1812 года
- Станция МЦК Кутузовская — у юго-восточного конца улицы, на пересечении Кутузовского проспекта и Третьего транспортного кольца
- Платформа Кутузовская Калужско-Нижегородского диаметра — у юго-восточного конца улицы, на пересечении Кутузовского проспекта и Третьего транспортного кольца.